# شیوری ساتو
شیوری ساتو (انگلیسی: Shiori Sato؛ زادهٔ ۲۷ ژوئیهٔ ۱۹۹۰) مدل (شخص)، و بازیگر اهل ژاپن است.